# Gila County
Gila County is een county in de Amerikaanse staat Arizona.
De county heeft een landoppervlakte van 12.348 km² en telt 51.335 inwoners (volkstelling 2000).